# In Control, Volume 1
In Control, Volume 1 è l'album d'esordio del produttore hip hop statunitense Marley Marl, pubblicato nel 1988 da Cold Chillin' Records e Warner Bros. Records. Partecipano al disco Craig G, Heavy D, Biz Markie, Masta Ace, Kool G Rap, Big Daddy Kane, MC Shan e Roxanne Shanté.
| Recensione       | Giudizio |
| ---------------- | -------- |
| AllMusic         | [ 1 ]    |
| Robert Christgau | B+       |

## Tracce
Musiche di Marley Marl.
1. Droppin' Science (feat. Craig G) – 4:59
2. We Write the Songs (feat. Biz Markie & Heavy D) – 5:25
3. The Rebel (feat. Percy Tragedy) – 3:46
4. Keep Your Eyes on the Prize (feat. Masta Ace & Action) – 5:42
5. The Symphony (feat. Masta Ace, Craig G, Kool G Rap & Big Daddy Kane) – 6:06
6. Live Motivator (feat. Percy Tragedy) – 4:45
7. Duck Alert (feat. Craig G) – 4:12
8. Simon Says (feat. Masta Ace & Action) – 4:02
9. Freedom (feat. MC Shan) – 4:27
10. Wack Itt (feat. Roxanne Shanté) – 4:45